# エバニー・ブリッジス
エバニー・ブリッジス（Ebanie Bridges、1986年9月22日 - ）は、オーストラリアのプロボクサーである。シドニー出身。元IBF女子世界バンタム級王者。Blonde Bomberの異名を持つ。

## 来歴
2016年よりアマチュアボクシングを始め、バンタム級でナショナルゴールデングローブ2連覇と州王座を手にする。オーストラリア代表選考会にも出場するが敗退。
2019年2月8日、シドニーにてプロデビューを2-0判定勝利。
2020年2月、アメリカ・ニューヨークのSplit-Tとマネジメント契約を締結。
2020年2月8日、インディアナ州ハモンドにてCrystal Hoy戦を3-0判定勝利しアメリカデビューを飾った。
2021年3月13日、シドニーにてCarol Earlとのオーストラリア女子スーパーバンタム級王座決定戦に臨み、10回3-0判定で勝利しプロ初タイトル獲得。
2021年4月10日、ロンドンのカッパー・ボックスにてシャノン・コートネイとのWBA女子世界バンタム級王座決定戦に臨むが、10回0-3判定負けを喫しプロ初黒星。
2022年3月26日、リーズのファースト・ダイレクト・アリーナにてマリア・セシリア・ローマンが持つIBF女子世界バンタム級王座に挑戦し、10回3-0判定で勝利し初の世界王座戴冠を果たした。
2022年12月10日、リーズにて同胞の元英連邦王者である1位のシャノン・オコネルと対戦し、3回にダウンを奪うと、8回には相手をロープ際に追い込んでレフェリーストップのTKOで降し初防衛成功。しかし、試合前に右手を骨折した中での強行出場であることと、17日に手術をしたことをSNS上で発表した。
2023年12月9日、アメリカ・サンフランシスコのチェイス・センターにてレジス・プログレイス対デヴィン・ヘイニーのWBC世界スーパーライト級タイトルマッチの前座として元WBO女子世界スーパーフライ級王者の吉田実代を迎えて2度目の防衛戦に臨むも、10回0-3（91-99×2、93-97）の判定負けを喫し防衛に失敗、王座から陥落した。当初は同胞であるアヴリル・マティエと対戦を予定していたが、マティエが負傷したため吉田に変更となった。この試合はアメリカ・カナダ向けにはメインと合わせてDAZN PPVで配信された（日本・オーストラリアを含む他国向けは通常配信）。

## 人物
- ウェスタンシドニー大学卒業。本業は数学の教師である[12]。
- 前日計量は下着姿で臨んでおり、「ランジェリーボクサー」の異名も持つ[13]。

## 戦績
- アマチュア：30戦 26勝 4敗
- プロ：11戦 9勝 4KO 2敗

| 戦           | 日付           | 勝敗 | 時間    | 内容     | 対戦相手                   | 国籍             | 備考                                           |
| ------------ | -------------- | ---- | ------- | -------- | -------------------------- | ---------------- | ---------------------------------------------- |
| 1            | 2019年2月8日   | ☆    | 3R      | 判定 2-0 | マイエカ・パレノ           | フィリピン       | プロデビュー戦                                 |
| 2            | 2019年10月12日 | ☆    | 3R 0:26 | TKO      | ローラ・ウッズ             | ニュージーランド |                                                |
| 3            | 2019年11月30日 | ☆    | 2R 1:15 | TKO      | Kanittha Ninthim           | タイ             |                                                |
| 4            | 2020年2月8日   | ☆    | 8R      | 判定 3-0 | Crystal Hoy                | アメリカ合衆国   |                                                |
| 5            | 2021年3月18日  | ☆    | 8R      | 判定 3-0 | Carol Earl                 | オーストラリア   | オーストラリア女子スーパーバンタム級王座決定戦 |
| 6            | 2021年6月10日  | ★    | 10R     | 判定 0-3 | シャノン・コートネイ       | イギリス         | WBA女子世界バンタム級王座決定戦                |
| 7            | 2021年8月7日   | ☆    | 3R 1:22 | TKO      | Bec Connolly               | イギリス         |                                                |
| 8            | 2021年9月4日   | ☆    | 8R      | 判定 3-0 | Mailys Gangloff            | フランス         |                                                |
| 9            | 2022年3月26日  | ☆    | 10R     | 判定 3-0 | マリア・セシリア・ローマン | アルゼンチン     | IBF女子世界バンタム級タイトルマッチ            |
| 10           | 2022年12月10日 | ☆    | 8R 1:45 | TKO      | シャノン・オコネル         | オーストラリア   | IBF防衛1                                       |
| 11           | 2023年12月9日  | ★    | 10R     | 判定 0-3 | 吉田実代                   | 日本             | IBF陥落                                        |
| テンプレート |                |      |         |          |                            |                  |                                                |

## 獲得タイトル
アマチュア
- ナショナルゴールデングローブ2016バンタム級優勝
- ナショナルゴールデングローブ2017バンタム級優勝

プロ
- オーストラリア女子スーパーバンタム級王座
- IBF女子世界バンタム級王座（防衛1）